# OpenID
OpenID é um sistema de identificação desenvolvido por Brad Fitzpatrick do LiveJournal. Trata-se de uma rede distribuída na qual a identidade do utilizador é dada por uma URL ou XRI que pode ser verificada por qualquer servidor executando o protocolo.
Em sites que suportam OpenID, utilizadores não necessitam de criar uma nova conta antes de poder a aceder. Só é necessário autenticação por um site que suporta OpenID, chamado provedor de identidade. Esse provedor pode então confirmar o dono da OpenID para outro site que suporta OpenID.
Independente das arquitecturas single sign-on, o OpenID não define um mecanismo de autenticação. Assim a força de um login por OpenID depende de quanto o site sabe sobre as políticas de autenticação do provedor de identidade. Sem tal confiança, o OpenID não é recomendado para ser usado com contas sensíveis, como de comércio eletrônico e bancos.

## Diferenças entre OpenID e os padrões atuais
Alguns sistemas de contas online atuais são semelhantes ao OpenID em alguns aspectos, mas não permitem a transição entre um sistema de contas e outro. Por exemplo, sites de conteúdo online como Windows Live, Google e Yahoo!, não solicitam o registro do utilizador quando ele faz a transição de um serviço web para outro pertencente ao próprio site. Pode-se, por exemplo, fazer um primeiro registro só para usar o e-mail e começar a usar depois o serviço de relacionamentos do mesmo site sem fazer um novo registro, ou seja, usando o mesmo usado para o e-mail. Outro ponto que difere o OpenID das contas citadas anteriormente é que o seu registro não é gratuito, variando os valores de acordo com o tipo de conta (individual, organizacional, etc).
Com o OpenID, uma única ID na web pode ser usada em outros sites e não só em serviços dentro de um mesmo site. Isso dá maior comodidade em assinar serviços da web, mais facilidade de acesso aos sites e menos incomodo para gerir múltiplos ID's e senhas de acesso.

## Sites que aderiram ao OpenID
Muitas pessoas tem um openId sem ao menos saberem disso. Pode-se verificar os sites e serviços que já aderiram ao sistema de identificação no site do projeto. Alguns dos sites que aderiram ao Open ID são SAPO, 4shared, Yahoo!, Google, Windows Live, CNN, Wikispaces, Technorati, WikiTravel, LiveJournal, The-West, SourceForge.net e Postitter.